# MORNING SPRITE
MORNING SPRITE（モーニング・スプライト）は、2019年7月26日から2025年3月27日までα-STATIONで放送されていた番組である。

## 概要・歴史
開局当初から朝は『α-MORNING KYOTO』が放送されてきた。2016年4月に『α-MORNING GOLD』へ改題した金曜日を含め、長らく佐藤弘樹がDJを担当してきた。佐藤は病気療養のため2019年5月21日放送分を以て休演となり、療養中は代演を立てることで継続してきたが、復帰の願い叶わず6月3日に死去。番組については「佐藤あってのα-MORNING KYOTO（GOLD）である」とのことから７月19日放送分を以て終了することとなった。この後、番組の金曜日版として開始されたのが本番組であり、α-MORNING ANNEXを担当し、α-MORNING KYOTO（GOLD）の代演も行っていた秋田美幸がそのまま担当していた。
2021年4月改編以降は月 - 木曜に放送されていた。
同局の金曜の朝の情報番組として、ニュースはコンパクトに、かつ最新の気になるライフスタイルやトレンド情報を取り入れながら働く女性ならではのビューポイントで楽しく、柔らかい内容にして届けることをコンセプトとし、同局の楽曲コンセプトであるアダルト・コンテンポラリー・ミュージックに乗せて提供している。このアダルト・コンテンポラリー・ミュージックと異なる選曲（Smash BreakやSplash GrooveといったPowerPlayに指定されている曲等）のみをDJが曲紹介を行っていた。また、番組内で2回放送されるHeadline Newsは引き続きDJが読んでいた。

## DJ
- 秋田 美幸（あきた・みゆき）

## コーナー
2021年3月までは前番組のものを引き継いだコーナーが多かったが、2021年4月に一部刷新された。
α-float
ノンストップミュージックのコーナー。2021年3月までは7:45頃から7:55頃まで放送されていたが、2021年4月以降は現在は8時台前半に放送されていた。
What's Up With Sanga,Today
7:55頃から8:00頃まで。京都サンガについての情報コーナー。試合結果や練習の様子などを紹介する。コーナー中のBGMは前身番組のα-Morning Goldの継続で、Brian Auger's Oblivion Express の「Freddie's Flight」を使用している。2021年4月以降は月曜日の同時間帯に放送していた。
Sprite Calender
8:25頃から8:35頃まで。歳時記から人々の暮らしや健康を考えるコーナー。2021年4月以降は「SPRITE KyoGoyomi」として7時台前半に放送。
Sprite Interview
9:10頃から9:30頃まで。話題の人をスタジオに招いて話を聞くコーナー。2021年4月以降は「SPRITE Talk」の木曜版として、木曜日の同時間帯に放送。
Information
Headline News...8:00（読売新聞）,9:00（京都新聞）
Weather Line...未放送。ただし、オープニング（2021年3月までは7:10頃）に天気予報を放送する
Traffic Line...7:30,8:00,8:40,9:30
Nara Traffic Line...7:35